# Белтень (Ясси)
Белтень, Белтені (рум. Bălteni) — село у повіті Ясси в Румунії. Входить до складу комуни Пробота.
Село розташоване на відстані 347 км на північ від Бухареста, 28 км на північ від Ясс.

## Населення
За даними перепису населення 2002 року у селі проживала 731 особа, з них 730 осіб (99,9%) румунів. Рідною мовою 730 осіб (99,9%) назвали румунську.